# ریک ردویل
ریک ردویل (انگلیسی: Rick Redewill؛ ۹ اوت ۱۹۵۲ – ۱۴ آوریل ۱۹۹۳) یک کارآفرین بود. نام اصلی وی «ریچارد بایرون ردویل» بود. وی مؤسس یک بار برای همجنسگرایان به نام «lone star saloon» بود که کمک زیادی به ایجاد جامعهٔ خرس کرد. این بار در شهر سانفرانسیسکو قرار داشت. ریک پس از مرگ در شهر «جورج تاون» واقع در ایالت کالیفرنیا به خاک سپرده شد.